# NGC 1155
NGC 1155 je galaksija u zviježđu Eridan.

## Vanjske poveznice
- SEDS: NGC 1155